# Pinelema feilong
Espèce
Synonymes
- Telema feilong Chen & Zhu, 2009

Pinelema feilong est une espèce d'araignées aranéomorphes de la famille des Telemidae.

## Distribution
Cette espèce est endémique du Guizhou en Chine,. Elle se rencontre dans la grotte Feilong à Xingyi dans le préfecture autonome buyei et miao de Qianxinan.

## Description
Le mâle holotype mesure 1,65 mm et la femelle paratype 1,75 mm.

## Systématique et taxinomie
Cette espèce a été décrite sous le protonyme Telema feilong par Chen et Zhu en 2009. Elle est placée dans le genre Pinelema par Zhao, Li et Zhang en 2020.

## Étymologie
Son nom d'espèce lui a été donné en référence au lieu de sa découverte, la grotte Feilong.

## Publication originale
- Chen & Zhu, 2009 : Two new troglobitic species of the genus Telema (Araneae, Telemidae) from Guizhou, southwestern China. Journal of Natural History, vol. 43, no 27/28, p. 1705-1713.